# Hugo Hose
Hugo Hose (* 10. September 1890 in Oberweimar; † 2. März 1969 ebenda) war ein deutscher Tischler, Gewerkschaftsfunktionär, Thüringer Landesvorstandsmitglied (SPD), Stadtvorstandsmitglied (SED) und 2. Vorsitzender der Sozialversicherung der DDR.

## Leben
Hose entstammte einer Oberweimarer Arbeiterfamilie. Nach dem Besuch der Volksschule erlernte er den Beruf des Tischlers und wurde Mitglied im Holzarbeiterverband. 1906 trat er in die Sozialdemokratische Partei Deutschlands (SPD) ein. Er gehörte zu den Mitbegründern der ersten Arbeiterjugendgruppen. 1918 wurde er SPD-Ortsvorsitzender von Oberweimar sowie Mitglied der Weimarer Stadtverordneten-Versammlung. Er engagierte sich in der Gewerkschaftsarbeit und wurde zum Vorsitzenden des ADGB-Ortskartells gewählt.
Nach der Machtübertragung an die NSDAP 1933 wurde er festgenommen und bis Mitte Mai inhaftiert. Zwischen 1941 und 1943 war er noch weitere zweimal wegen „Heimtücke“ in Haft.
Nach der Befreiung vom Nationalsozialismus in Deutschland trat er in den Bund demokratischer Sozialisten (BDS) bzw. danach in die wieder gegründete SPD ein und übernahm den Vorsitz der Weimarer Ortsgruppe. Auch beim Neuaufbau der Gewerkschaft betätigte er sich wieder. Im Oktober wurde er Mitglied des SPD-Landesvorstands und 1946 Delegierter des Berliner Vereinigungs-Parteitags. Bis 1947 war er SED-Ortsvorsitzender, bis er durch Hans Hellmich abgelöst wurde. Für die Sozialversicherung von Weimar war er der zweite Vorsitzende. Im Oktober 1948 wurde er unter dem Vorwurf der „Schumacher-Propaganda“ verhaftet und aus der SED wie aus dem FDGB ausgeschlossen. 1955 wurde sogar die 1950 erfolgte Aberkennung als Verfolgter des Naziregimes (VdN) erneut bestätigt.